# Kỳ nhông sừng bãi biển
Kỳ nhông sừng bãi biển (danh pháp hai phần: Phrynosoma blainvillii) là một loài thằn lằn trong họ Phrynosomatidae. Loài này được Gray mô tả khoa học đầu tiên năm 1839.